# وليام ليلي (نحوي)

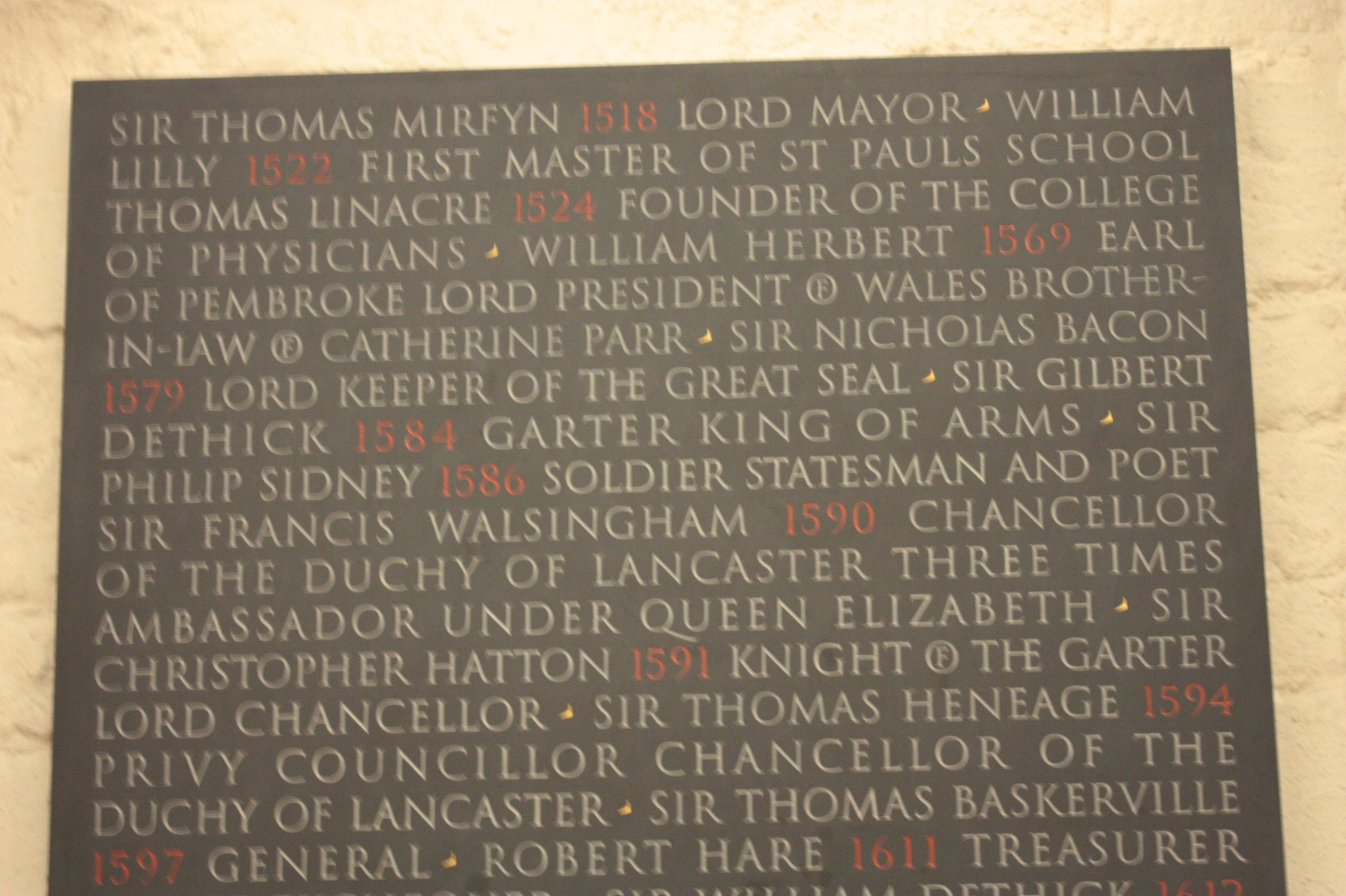
اسم ليلي ادرج على النصب التذكاري للمقابر المفقودة في حريق لندن العظيم ، كاتدرائية القديس بولس

وليام ليلي (.1468م –  25 فبراير 1522م) كان نحوي لغة إنجليزية كلاسيكية وباحثًا. كان مؤلفًا للكتاب الأكثر استخدامًا لقواعد اللغة اللاتينية في إنجلترا وكان أول حاصل على ماجستير في مدرسة سانت بول في لندن.
1. 1 2 3  مذكور في: استنادات المكتبة الوطنية الفرنسية. مُعرِّف المكتبة الوطنية الفرنسية (BnF): 12137523z. الوصول: 10 أكتوبر 2015. المُؤَلِّف: المكتبة الوطنية الفرنسية. لغة العمل أو لغة الاسم: الفرنسية.
2. 1 2  مذكور في: الشبكات الاجتماعية وسياق الأرشيف. مُعرِّف الشبكات الاجتماعية ونظام المحتوى المؤرشف (SNAC Ark): w6fz0g3n. باسم: William Lily (grammarian). الوصول: 9 أكتوبر 2017. لغة العمل أو لغة الاسم: الإنجليزية.
3. ↑  مذكور في: الكتالوج الوطني المركزي العالمي. مُعرِّف دليل مركز مكتبة جامعة وارسو (NUKAT): n2014196610. باسم: William Lily.
4. ↑  مذكور في: موسوعة بريتانيكا على الإنترنت. مُعرِّف موسوعة بريتانيكا على الإنترنت (EBID): biography/William-Lily. باسم: William Lily. الوصول: 9 أكتوبر 2017. لغة العمل أو لغة الاسم: الإنجليزية.
5. ↑  مُعرِّف "كُونُور" (CONOR): 60820067. مذكور في: CONOR.SI.